# Alte Universität (Heidelberg)

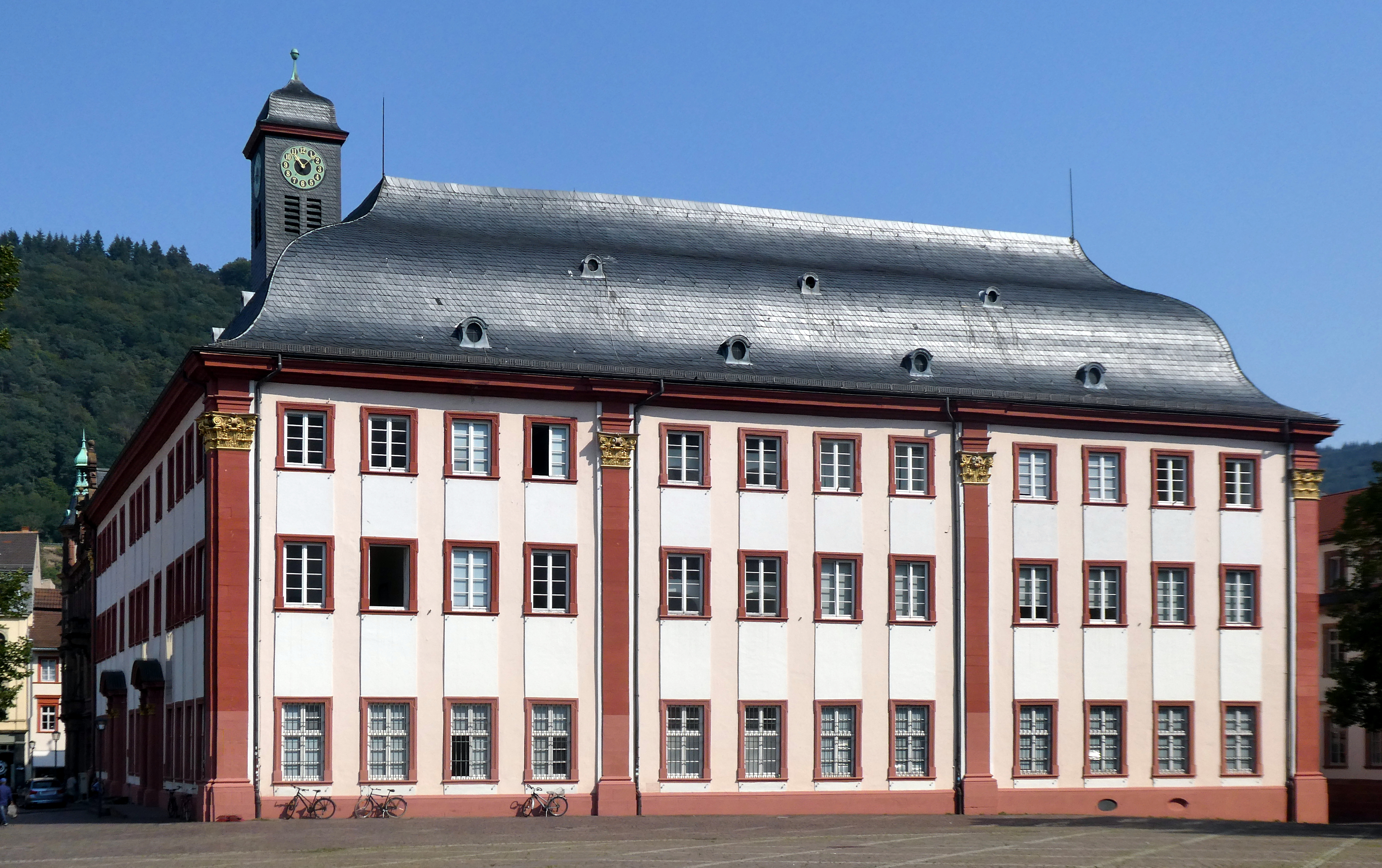
Alte Universität Heidelberg (2020)

Die Alte Universität ist ein bedeutendes Barockgebäude der Ruprecht-Karls-Universität in der Heidelberger Altstadt.

## Geschichte

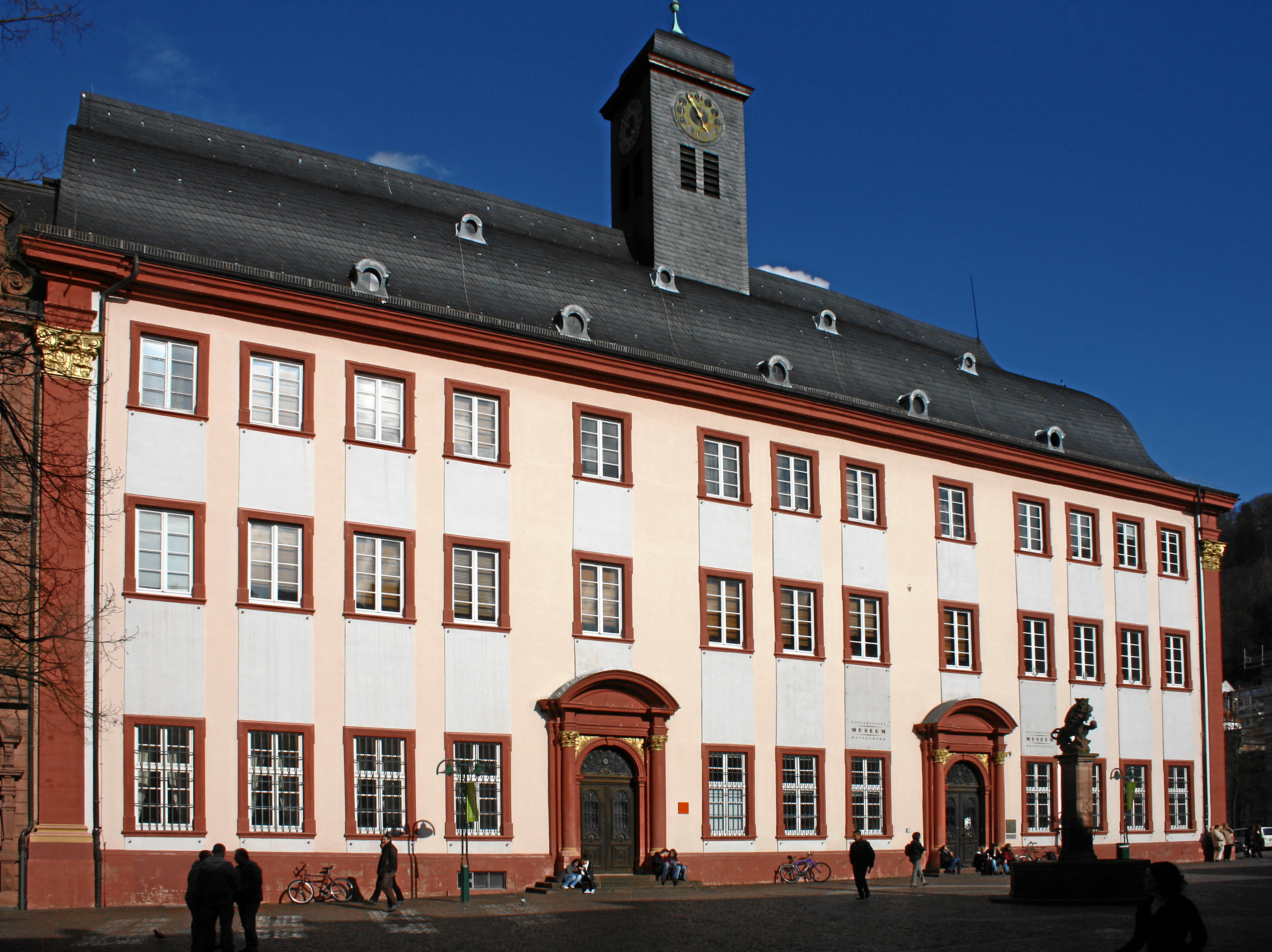
Die Alte Universität, Westflügel

Die Alte Universität wurde in 23-jähriger Bauzeit von 1712 bis 1735 nach den Bauplänen des Barock-Architekten Johann Adam Breunig errichtet. Der Bau ersetzte ein vierstöckiges Kollegiengebäude der Universität, das sich an dieser Stelle befand, das 1591 durch Pfalzgraf Johann Kasimir errichtete „Casimirianum“. Die Baumaßnahme war Teil des Wiederaufbaus der im Pfälzischen Erbfolgekrieg (1688–1697) stark zerstörten Stadt Heidelberg. Benannt wurde das Gebäude – Domus Wilhelmiana – nach seinem Stifter, dem Kurfürsten Kurfürst Johann Wilhelm. Anlässlich der 500-Jahr-Feier der Universität Heidelberg im Jahr 1886 wurde die Alte Aula im Westflügel des Gebäudes im Stil der Neorenaissance umgestaltet. Zum heute geläufigen Namen Alte Universität kam es zu Beginn der 1930er Jahre infolge der Errichtung des Hörsaalgebäudes Neue Universität auf der gegenüberliegenden Seite des Universitätsplatzes.

## Nutzung

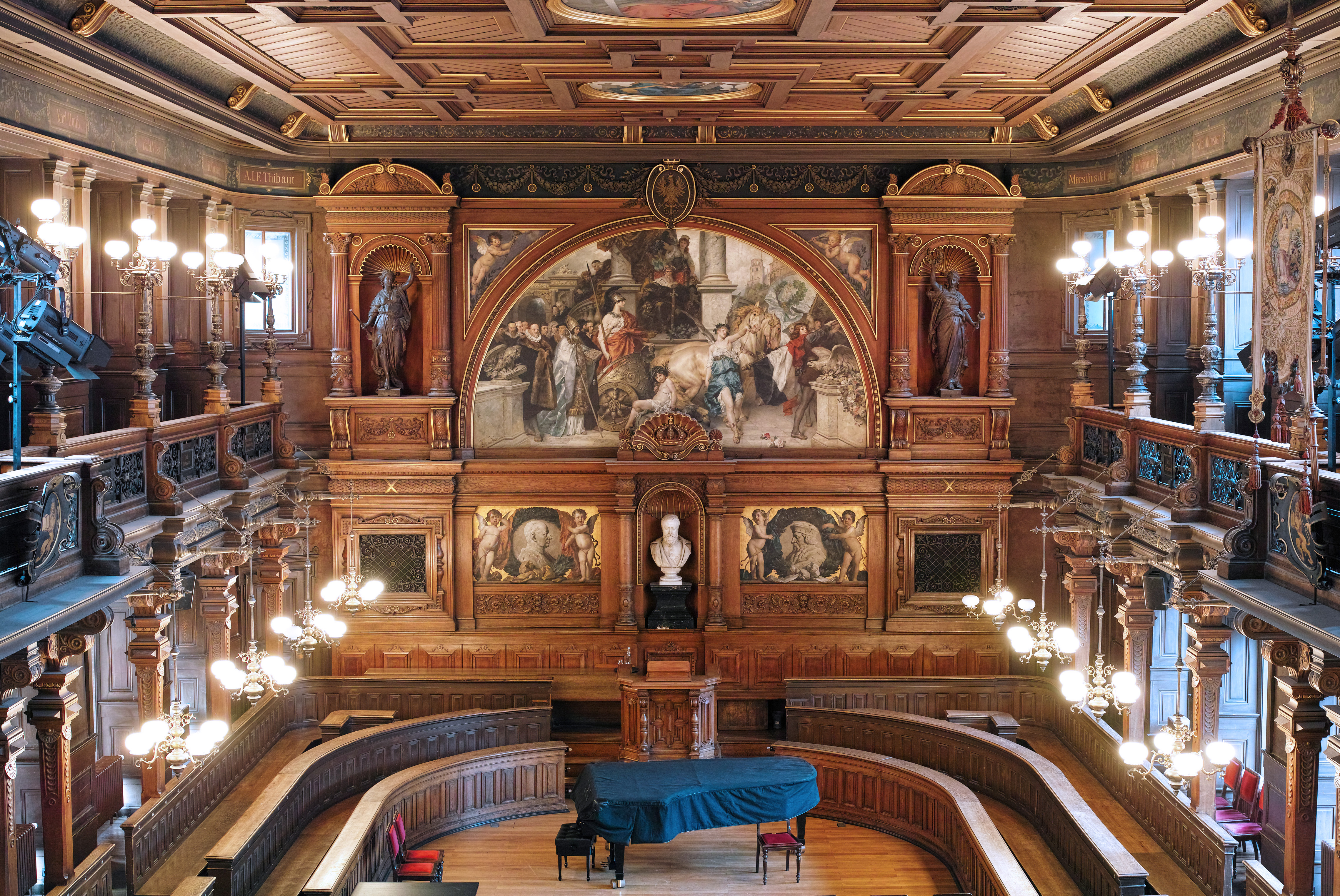
Stirnseite und Längsseiten des Innenraums der Aula der Alten Universität

Die Aula der Alten Universität dient heute besonderen Veranstaltungen wie Konzerten, Lesungen, Vorträgen und Feierlichkeiten anlässlich der Verleihung von Kulturpreisen. Die Alte Universität beherbergt heute außerdem das Rektorat der Universität und das Universitätsmuseum, das 1996 eingerichtet wurde. Das Museum dokumentiert die Entwicklungsgeschichte der Ruprecht-Karls-Universität.
Der Alten Universität angegliedert, in einem Barockgebäude mit dem Eingang in der Augustinergasse, befindet sich der Heidelberger Studentenkarzer. Hier wurden in der Vergangenheit zu disziplinierende Studenten festgesetzt.
Der Löwenbrunnen vor der Westfassade der Alten Universität diente den Heidelberger Bürgern jahrhundertelang als eine der wichtigen Trinkwasserquellen der Stadt.